# Jabuta Micunori
Jabuta Micunori (Kanagava, 1976. május 2. –) japán válogatott labdarúgó.

## Nemzeti válogatott
A japán U20-as válogatott tagjaként részt vett az 1995-ös ifjúsági labdarúgó-világbajnokságon.